# Pięciokrotny pocałunek
Pięciokrotny pocałunek (ang. Fivefold kiss) – element wiccańskiego rytuału polegający na pocałowaniu pięciu części ciała.

## Opis rytuału
Każdemu pocałunkowi towarzyszą następujące błogosławieństwa:
- Niechaj będą błogosławione twe stopy, które doprowadziły cię tymi drogami.
- Niechaj będą błogosławione twe kolana, które klękną przed sekretnym ołtarzem.
- Niechaj będzie błogosławione twe łono (lub fallus), bez którym by ciebie nie było.
- Niechaj będzie błogosławiona twa pierś utworzona w pięknie (lub w sile).
- Niechaj będą błogosławione twe usta, które wypowiedzą Święte Imiona.

Tej formy błogosławieństwa używa większość gardneriańskich i aleksandryjskich kowenów. Pięciokrotny pocałunek jest często wykonywany w trakcie wiccańskich rytuałów i ceremonii takich jak zarękowiny. Fraza "bądź błogosławiony" (ang. blessed be) jest neopogańskim pozdrowieniem i wyrażeniem ogólnie stosowanym podczas odprawianych rytuałów.